# Петерсен, Марита
Марита Петерсен (фар. Marita Sámalsdóttir Petersen; 21 октября 1940, Воавур, Фарерские острова — 26 августа 2001, Торсхавн, Фарерские острова) — фарерский политический и государственный деятель, премьер-министр Фарерских островов (18 января 1993 — 15 сентября 1994).

## Биография
Родилась в семье учителей. По образованию — педагог. С 1967 по 1989 год работала школьным учителем в Копенгагене и Эсбьерге. С 1988 года — в правительстве Фарерских островов. С 1989 года по 1994 год была председателем Ассоциации учителей.
В 1991—1993 годах — министр образования, по делам культуры, юстиции и религии.
С 18 января 1993 по 15 сентября 1994 года была первой и единственной женщиной — премьер-министром Фарерских островов. Одновременно министр администрации и общественных работ. Во время премьерства боролась за активизацию роли женщин в политике, за введение Закона о равном статусе, который был принят в 1994 году.
В 1993—1996 годах — председатель левоцентристской Социал-демократической партии Фарерских островов.
В 1988—1998 годах — член фарерского Лёгтинга (парламента) (за исключением периодов, когда она была премьер-министром или министром). В 1994—1995 гг. — спикер Лёгтинга.
В 1998—2001 годах избиралась депутатом Датского фолькетинга.
В 1998 году стала руководителем Центра специального образования (школ для умственно отсталых детей).
Умерла от рака 26 августа 2001 года.